# 大伦瑙
大伦瑙是德国石勒苏益格－荷尔斯泰因州的一个市镇。总面积6.38平方公里，总人口599人，其中男性298人，女性301人（2011年12月31日），人口密度94人/平方公里。